# Sportident
SPORTident er et system, der identificere atleter under træning eller konkurrence. Systemet blev udviklet i 1997, og er det system, der anvendes mest inden for orientering, der ligeledes er et af systemets almindeligste anvendelsesområder. Ved hver kontrolpunkt er en basisenhed og hver løber har en løberbrik (kaldes også 'SI-brik'), som anvendes til at 'stemple'. Når man kommer i mål stempler man en enhed, der er koblet til computer, hvorved informationen fra brikken føres over til computeren, og man kan på den måde kontrollere, hvilke kontrolpunkter som løberen har taget, i hvilken rækkefølge løberen har taget dem, den samlede tid, tiden mellem kontrollerne (stræktider) og meget mere.
Sportident anvendes også i andre sportsgrene, såsom golf, triatlon, multisport, cykling, skiorientering, hurtigløb på skøjter, løb, stafetløb, ridesport og travsport.

## Løberbrik
Der findes seks forskellige generationer af SPORTident løberbrikker.
| Funktioner                    | SI-brik 11            | SI-brik 10            | SI-brik 9             | SI-brik 8             | SI-brik 6         | SI-brik 5   |
| ----------------------------- | --------------------- | --------------------- | --------------------- | --------------------- | ----------------- | ----------- |
| Nummerserie                   | 9 000 001 - 9 999 999 | 7 000 001 - 7 999 999 | 1 000 001 - 1 999 999 | 2 000 001 - 2 999 999 | 500 001 - 999 999 | 1 - 499 999 |
| Stemplingshastighed           | 60 ms                 | 60 ms                 | 115 ms                | 115 ms                | 130 ms            | ? ms        |
| Hukommelse (antal kontroller) | 128                   | 128                   | 50                    | 30                    | 64                | 30          |
| Øvrigt                        | Blikende, sølvfarget  | 5 forskl. farver      | 9 forskl. farver      | 2 forskl. farver      | 7 forskl. farver  | ?           |